# El Copey
El Copey ist eine Gemeinde (municipio) im Departamento Cesar in Kolumbien.

## Geographie
El Copey liegt im Nordwesten von Cesar auf einer Höhe von etwa 180 Metern und hat eine Durchschnittstemperatur von 35 °C. An die Gemeinde grenzen im Norden Fundación im Departamento del Magdalena sowie Pueblo Bello, im Osten Valledupar, im Süden Bosconia und im Westen Algarrobo und Sabanas de San Ángel im Departamento del Magdalena.

## Bevölkerung
Die Gemeinde El Copey hat 26.905 Einwohner, von denen 21.194 im städtischen Teil (cabecera municipal) der Gemeinde leben (Stand: 2019).

## Geschichte
El Copey wurde 1936 von José Antonio Gutiérrez gegründet und nach dem Balsamapfelbaum (spanisch: Copey) benannt. Der Ort gewann an Bedeutung, da er an der neu gebauten Straße zwischen Valledupar und Fundación lag. Ab 1953 war El Copey ein Corregimiento von Valledupar. Aufgrund des demographischen und wirtschaftlichen Wachstums erhielt El Copey 1971 den Status einer Gemeinde.

## Wirtschaft
Die wichtigsten Wirtschaftszweige von El Copey sind Landwirtschaft (insbesondere werden Ölpalmen und Kaffee angebaut) und Rinderproduktion.